# Halowe Mistrzostwa Europy w Lekkoatletyce 1984 – trójskok mężczyzn
Trójskok mężczyzn – jedna z konkurencji technicznych rozgrywanych podczas halowych lekkoatletycznych mistrzostw Europy w  hali Scandinavium w Göteborgu. Rozegrano od razu finał 3 marca 1984. Zwyciężył reprezentant Związku Radzieckiego Hryhorij Jemeć, który ustanowił halowy rekord Europy wynikiem 17,33 m. Tytułu zdobytego na poprzednich mistrzostwach nie bronił Mykoła Musijenko z ZSRR.

## Rezultaty
Rozegrano od razu finał, w którym wzięło udział 14 skoczków.

Opracowano na podstawie materiału źródłowego.
| Poz. | Zawodnik            | Reprezentacja   | Próby | Próby | Próby | Próby | Próby | Próby | Wynik | Uwagi |
| Poz. | Zawodnik            | Reprezentacja   | 1     | 2     | 3     | 4     | 5     | 6     | Wynik | Uwagi |
| ---- | ------------------- | --------------- | ----- | ----- | ----- | ----- | ----- | ----- | ----- | ----- |
| 01 ! | Hryhorij Jemeć      | ZSRR            | 17,04 | x     | 17,33 | x     | x     | x     | 17,33 | ER    |
| 02 ! | Vlastimil Mařinec   | Czechosłowacja  | 16,97 | x     | x     | 17,16 | x     | x     | 17,16 |       |
| 03 ! | Béla Bakosi         | Węgry           | 16,48 | x     | 16,73 | 17,15 | x     | x     | 17,15 |       |
| 4.   | Ján Čado            | Czechosłowacja  | 16,41 | 16,66 | 16,66 | 16,72 | x     | 16,93 | 16,93 |       |
| 5.   | Christo Markow      | Bułgaria        | 16,39 | 16,89 | 15,10 | x     | 15,86 | x     | 16,89 |       |
| 6.   | John Herbert        | Wielka Brytania | 13,98 | 16,37 | 16,40 | 16,63 | x     | 16,70 | 16,70 |       |
| 7.   | Ralf Jaros          | RFN             | 16,48 | 15,72 | 15,42 | x     | 13,95 | x     | 16,48 |       |
| 8.   | Dario Badinelli     | Włochy          | 15,83 | 16,43 | 16,23 | 16,00 | 16,33 | x     | 16,43 |       |
| 9.   | Waldemar Golanko    | Polska          | 15,68 | x     | 16,25 |       |       |       | 16,25 |       |
| 10.  | Markku Rokala       | Finlandia       | x     | 16,18 | 16,11 |       |       |       | 16,18 |       |
| 11.  | Cläs Rahm           | Szwecja         | x     | 15,90 | 15,93 |       |       |       | 15,93 |       |
| 12.  | Marios Chadziandreu | Cypr            | 15,83 | 15,82 | 15,82 |       |       |       | 15,83 |       |
| 13.  | Birger Nielsen      | Norwegia        | x     | 15,59 | x     |       |       |       | 15,59 |       |
| 13.  | Arne Holm           | Szwecja         | 15,51 | x     | 15,58 |       |       |       | 15,58 |       |